# Слабожанка
Слабожанка (бел. Слабажанка; до 30 июля 1964 года — Княжица бел. Княжыца) — деревня в Хойникском районе Гомельской области Беларуси. В составе Алексичского сельсовета.

## География

### Расположение
В 20 км на северо-запад от районного центра и железнодорожной станции Хойники (на ветке Василевичи — Хойники от линии Гомель — Калинковичи), 127 км от Гомеля.

## Транспортная сеть
Рядом автодорога Хойники — Мозырь. Планировка состоит из прямолинейной улицы, ориентированной с юго-запада на северо-восток, к которой на юге и севере присоединяются 2 прямолинейные улицы. Застройка двусторонняя, деревянная, усадебного типа. В 1987 году построены кирпичные дома на 50 квартир, в которых разместились переселенцы из загрязнённых радиацией мест после катастрофы на Чернобыльской АЭС.

## Этимология
Деревня Слабожанка до 30 июля 1961 года называлась Княжица. Однако, согласно трёхверстовке Шуберта 1913 года, эта деревня называлась Княжицкая Слобода.

## История
Известна из ревизии 1795 года как Слобода Княжица. В «Камеральном описании… Речицкой округи» 1796 г. названа среди селений бывшего Загальского староства, а тогда казённого имения в Речицкой округе Черниговского наместничества. С 1797 года — в Речицком уезде Минской губернии. В пореформенный период деревня в Юровичской волости тех же уезда и губернии. В 1879 году упоминается в числе селений Алексичского церковного прихода. Согласно переписи 1897 года в деревне Слобода Княжина действовали хлебозапасный магазин, ветряная и конная мельницы.
С 8 декабря 1926 года до 10 ноября 1927 года центр Княжитского сельсовета Юровичского района Речицкого, с 9 июня 1927 года Мозырского округов.
В 1930 году деревня Княжицкая Слобода. В 1931 году организован колхоз. Во время Великой Отечественной войны на фронтах и в партизанской борьбе погибли 169 жителей из деревень колхоза «Большевистская победа», память о них увековечивает обелиск, установленный в 1958 году в центре деревни. Согласно переписи 1959 года центр колхоза «Большевистская победа». Расположены механическая мастерская, базовая школа, Дом культуры, фельдшерско-акушерский пункт, библиотека, отделение связи.

## Население

### Численность
- 2021 год — 113 хозяйств, 319 жителей

### Динамика
- 1850 год — 12 дворов, 96 жителей
- 1897 год — 27 дворов, 285 жителей (согласно переписи)
- 1908 год — 61 двор, 345 жителей
- 1930 год — 98 дворов, 497 жителей
- 1959 год — 568 жителей (согласно переписи)
- 2004 год — 158 хозяйств, 432 жителя
- 2021 год — 113 хозяйств, 319 жителей

## Культура
- Слабожанский сельский Дом культуры — филиал ГУК "Хойникский районный Дом культуры"

## Достопримечательность
- Памятник землякам, погибшим в годы Великой Отечественной войны.